# Jednota umělců hudebních
Jednota umělců hudebních, resp. Jednota umělců hudebních ku podpoře vdov a sirotků (německy Tonkünstler Wittwen-und-Waisen Societät) byl spolek hudebních umělců v Praze, působící v letech 1803–1903.

## Historie
Jednota byla založena 1. března 1803 a v červenci téhož roku o ní referoval pražský tisk, v srpnu pak Krameriovy C. k. vlastenské noviny a v září Allgemeine Musikalische Zeitung v Lipsku.  
Kromě sociálních činností pořádala Jednota veřejné koncerty, které pomáhaly financovat její činnost. Dalším zdrojem byly dary, mezi největší přispěvatele patřil např. císař František I., a domácí šlechta, např. Josef František z Lobkovic, který jednotě navíc věnoval hudební materiál, který opatřil ve Vídni a mnoho dalších 
Antonín Dvořák Jednotě dedikoval partituru svého oratoria Stabat Mater . 